# Оскава (река)
О́скава (чеш. Oskava) — река на востоке Чехии. Течёт по территории районов Шумперк и Оломоуц в Оломоуцком крае. Левый приток среднего течения Моравы.
Длина реки составляет 50 км. Площадь водосборного бассейна равняется 568,3 км². В бассейне реки насчитывается 225 водоёмов общей площадью 195,81 га.
Начинается на высоте 831 м над уровнем моря возле горы Каменни-Врх на возвышенности Ганушовицка-Врховина. Сливается с Моравой в 222,43 км от её устья, на высоте 213,3 м над уровнем моря, у северной окраины города Оломоуц. Крупнейший приток — Ситка, длиной 35,63 км.
Возле устья на правом берегу Оскавы располагается памятник природы Хомоутовске-Езеро.